# 井田譲

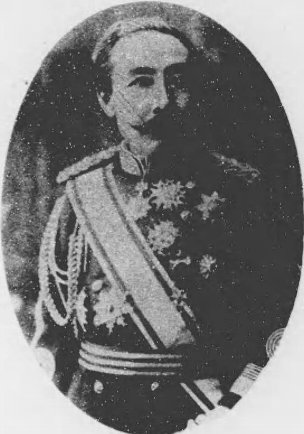
井田譲（1838-1889）

井田 譲（いだ ゆずる、1838年11月8日（天保9年9月22日） - 1889年（明治22年）11月29日）は、日本の大垣藩士、陸軍軍人、官僚、外交官。最終階級は陸軍少将。元老院議官・正三位・勲一等・男爵。字・子載、通称・五蔵。号・雷堂、梧窓。

## 経歴
大垣藩儒・井田徹助（藤右衛門）の長男として生まれる。安井息軒に学ぶ。大垣藩では、藩主侍講、砲術教授方、評定役、京都留守居役などを勤め、第2次長州征討に出征した。その後鳥羽・伏見の戦いに従軍。
1868年、新政府に出仕し軍務官判事試補となる。徴士・軍務官権判事、会計官権判事、造幣局知事、生野県権知事、生野県知事、久美浜県知事、長崎県知事、大蔵大丞、兵部大丞、福岡藩知参事などを歴任し、1871年、陸軍少将となった。
鎮西鎮台出張、陸軍省秘史局長、福州在勤領事、上海在勤総領事を経て、1874年2月、陸軍に復帰。広島鎮台司令長官、陸軍省第1局長、同第4局長、兼同第1局長などを歴任し、西南戦争に出征した山縣有朋の代理として陸軍卿代理となる。広島鎮台司令長官などを経て、1880年3月、再び外交官となる。オーストリア在勤特命全権公使、フランス在勤を経て、1883年4月に帰国した。同年9月19日に元老院議官に就任。後に北白川宮別当を兼任（1886年3月11日～1887年11月4日）。その死の直前、1889年11月22日に男爵を叙爵し華族となる。

## 栄典
位階
- 明治3年
  - 6月9日 - 正六位[1]
  - 10月9日 - 従五位[1]
- 1874年（明治7年）6月14日 - 正五位[1]
- 1880年（明治13年）5月24日 - 従四位[1]
- 1885年（明治18年）10月1日 - 正四位[1][10]
- 1886年（明治19年）10月20日 - 従三位[1][11]
- 1889年（明治22年）11月22日 - 正三位[1][12]

勲章等
- 1878年（明治11年）5月14日 - 勲二等旭日重光章[1]
- 1888年（明治21年）12月26日 - 勲一等瑞宝章[1][13]
- 1889年（明治22年）
  - 11月22日 - 勲功特授男爵[1][9]
  - 11月25日 - 大日本帝国憲法発布記念章[14]

外国勲章佩用允許
- 1881年（明治14年）12月22日 - オーストリア＝ハンガリー帝国：フランツ・ヨーゼフ勲章騎士十字章[1]
- 1883年（明治16年）
  - 3月20日 - フランス共和国：レジオンドヌール勲章グラントフィシエ[1]
  - 12月12日 - ポルトガル王国：ヴィラ・ヴィソーザ無原罪の聖母騎士団第一等勲章[1]
- 1886年（明治19年）11月2日 - スペイン王国：イサベル・ラ・カトリカ勲章グランクロワ[1]

## 親族
- 二男：井田磐楠（陸軍少佐・貴族院議員）
- 養孫：井田正孝（陸軍中佐・実業家）井田磐楠の養嗣子
- 棚橋一郎：娘の夫